# Bootle FC (1879)
Bootle FC (celým názvem: Bootle Football Club) byl anglický fotbalový klub, který sídlil ve městě Bootle (dnes součást hrabství Merseyside) v nemetropolitním hrabství Lancashire. Založen byl v roce 1879. V roce 1892 se stal zakládajícím členem Football League Second Division. Kvůli finančním problémům v ní ovšem setrval pouhou sezónu, zanikl v roce 1893. V Second Division byl nahrazen nedalekým Liverpoolem, pozdějším osmnáctinásobným mistrem Anglie. Klubové barvy byly modrá, bílá a námořnická modř.
Své domácí zápasy odehrával na stadionu Hawthorne Road.

## Historické názvy
Zdroj: 
- 1879 – Bootle St Johns AFC (Bootle St Johns Association Football Club)
- 1881 – Bootle AFC (Bootle Association Football Club)
- 188? – Bootle FC (Bootle Football Club)

## Úspěchy v domácích pohárech
Zdroj: 
- FA Cup
  - 5. kolo: 1887/88

## Umístění v jednotlivých sezonách
Stručný přehled
Zdroj: 
- 1889–1892: Football Alliance
- 1892–1893: Football League Second Division

Jednotlivé ročníky
Zdroj: 
Legenda: Z - zápasy, V - výhry, R - remízy, P - porážky, VG - vstřelené góly, OG - obdržené góly, +/- - rozdíl skóre, B - body, červené podbarvení - sestup, zelené podbarvení - postup, fialové podbarvení - reorganizace, změna skupiny či soutěže
| Anglie (1889 – 1893) |                   |        |    |    |   |    |    |    |     |    |        |
| Sezóny               | Liga              | Úroveň | Z  | V  | R | P  | VG | OG | +/- | B  | Pozice |
| 1889/90              | Football Alliance | –      | 22 | 13 | 2 | 7  | 66 | 39 | +27 | 28 | 2.     |
| 1890/91              | Football Alliance | –      | 22 | 3  | 7 | 12 | 40 | 61 | -21 | 13 | 11.    |
| 1891/92              | Football Alliance | –      | 22 | 8  | 2 | 12 | 42 | 64 | -22 | 18 | 8.     |
| 1892/93              | Second Division   | 2      | 22 | 8  | 3 | 11 | 49 | 63 | -14 | 19 | 8.     |